# Nikon Coolpix L16
Nikon Coolpix L11 – kompaktowy, cyfrowy aparat fotograficzny firmy Nikon.

## Linki zewnętrzne

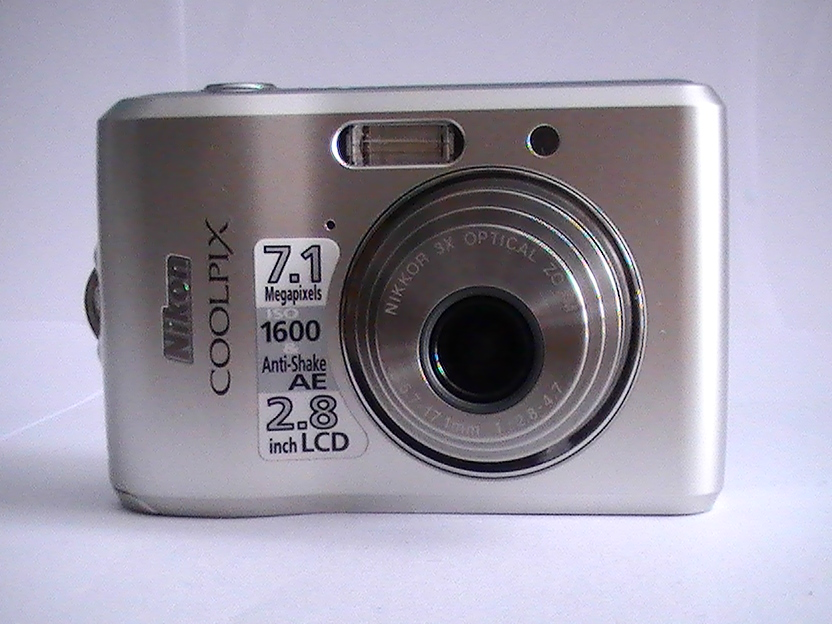
Przód
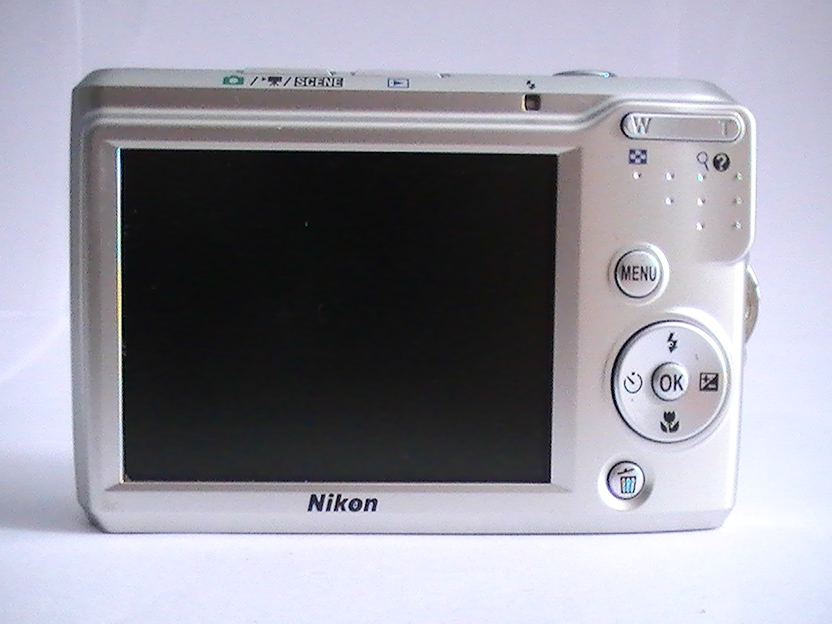
Tył